# Уро-Согі
Уро-Согі (фр. Ourossogui) — місто і комуна на північному сході Сенегалу, на території області Матам. Входить до складу департаменту Матам.

## Географія
Місто знаходиться в північно-східній частині області, на захід від річки Сенегал, поблизу кордону з Мавританією, на відстані приблизно 433 кілометрів на схід-північно-схід (ENE) від столиці країни Дакару. Абсолютна висота - 25 метрів над рівнем моря .

## Населення
За даними перепису 2002 року чисельність населення Уро-Согі становила 13 177 осіб .
Динаміка чисельності населення міста за роками:
| 1976 | 1988 | 2002   | 2010   |
| ---- | ---- | ------ | ------ |
| 4247 | 6402 | 13 177 | 17 100 |

## Транспорт
В околицях міста розташований однойменний аеропорт. Через місто проходять національні автотраси N2 й N3.